# 東山手町 (徳島市)
東山手町（ひがしやまてちょう）は、徳島県徳島市の町名。新町地区に属している。東山手町一丁目から東山手町三丁目まで存在する。郵便番号は〒770-0906。
- 人口：179人（2010年11月。徳島市の調査より）
- 世帯数：83世帯（同上）

## 地理
徳島市の東部、眉山山麓に位置。東は東大工町、北は新町橋二丁目、南は住宅地の幟町一丁目・弓町一丁目に接続する。

## 歴史
元は徳島市大工町・北山路町の各一部で、昭和17年より現在の町名となる。眉山山麓で、東は瑞巌寺の通りを越えて幟町に、西は天神社を境に西山手町に接続している。

## 施設

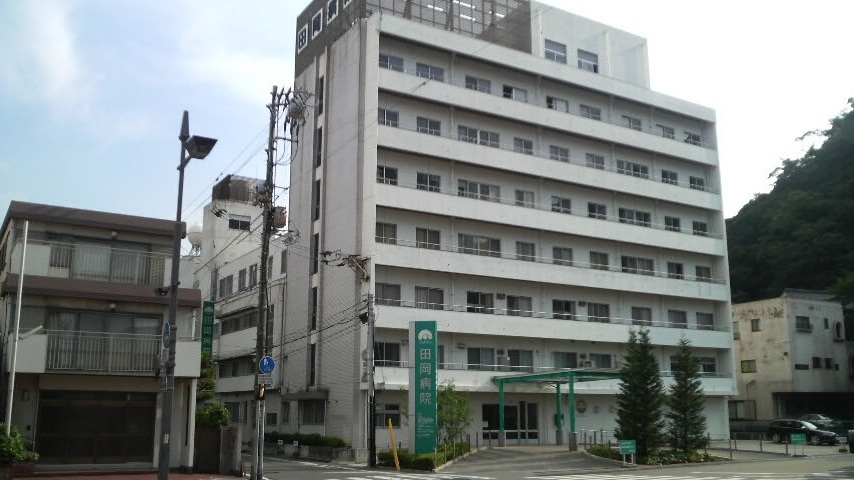
旧田岡病院

- 瑞巌寺
- 徳島市新町小学校
- 徳島市新町幼稚園

### かつて存在した施設
- 田岡病院

## 交通

### 道路
一般国道
- 国道438号